# Joaquín Vázquez Fernández
Joaquín Vázquez Fernández (Badajoz, Espanya 1897 - ? 1965) fou un futbolista espanyol, guanyador d'una medalla olímpica. Va ser internacional amb la selecció espanyola.

## Biografia
Va néixer el 9 de novembre de 1897 a la ciutat de Badajoz, capital de la província del mateix nom (Extremadura).
Va morir en un lloc sense identificar el 21 d'octubre de 1965.

## Carrera esportiva

### Trajectòria per clubs
| Club                   | Anys      |
| ---------------------- | --------- |
| Deportivo Irunés       | 1909−1914 |
| Racing Irun            | 1914−1915 |
| Real Unión             | 1915−1919 |
| Racing de Ferrol       | 1919−1920 |
| RC Deportivo da Coruña | 1920−1921 |
| Real Unión             | 1921−1925 |
| RC Deportivo da Coruña | 1925−1928 |
| Cultural Leonesa       | 1928−1930 |

Al llarg de la seva carrera aconseguí guanyar dues Copes d'Espanya am el Real Unión Club d'Irun els anys 1918 i 1924.

### Trajectòria amb la selecció
Vázquez únicament jugà un partit amb la selecció espanyola durant els Jocs Olímpics d'Estiu de 1920 realitzats a Anvers (Bèlgica), on aconseguí guanyar la medalla de plata. Únicament jugà el partit d'Espanya contra Bèlgica, on la selecció nacional fou derrotada per tres a un.
En finalitzar els Jocs no tornà a ser seleccionat mai més.